# Gali Mazitow
Gali Achmetowicz Mazitow (ros. Гали Ахметович Мази́тов, tat. Гали Мәҗитов, ur. 1 września?/14 września 1912 we wsi Nowoszachowo w Baszkirii, zm. 30 stycznia 1993 w Jałcie) – radziecki nawigator lotniczy, podpułkownik, Bohater Związku Radzieckiego (1944).

## Życiorys
Urodził się w chłopskiej tatarskiej rodzinie. Skończył fakultet robotniczy, pracował w kołchozie, studiował w Ufijskim Instytucie Pedagogicznym. Od listopada 1933 służył w Armii Czerwonej, w 1936 ukończył wojskową szkołę piechoty w Kazaniu, a w 1939 wojskową szkołę lotników w Orenburgu, od 1939 należał do WKP(b). We wrześniu 1939 brał udział w zajmowaniu zachodniej Ukrainy, czyli agresji ZSRR na Polskę, a 1939–1940 w wojnie z Finlandią, od 22 czerwca 1941 walczył w wojnie z Niemcami kolejno jako nawigator samolotu, klucza, eskadry, pułku i dywizji lotniczej. Do marca 1944 jako nawigator (szturman) 3 Gwardyjskiej Dywizji Lotniczej 3 Gwardyjskiego Korpusu Lotniczego Lotnictwa Dalekiego Zasięgu w stopniu majora wykonał 183 loty bojowe, biorąc udział w nalotach bombowych na obiekty na głębokich tyłach wroga, po wojnie kontynuował służbę w siłach powietrznych, w 1954 zakończył ją w stopniu podpułkownika.

## Odznaczenia
- Złota Gwiazda Bohatera Związku Radzieckiego (19 sierpnia 1944)
- Order Lenina
- Order Czerwonego Sztandaru
- Order Aleksandra Newskiego
- Order Wojny Ojczyźnianej I klasy
- Order Czerwonej Gwiazdy (dwukrotnie)

I medale.